# Тельма (Московская область)
Тельма — деревня в Шатурском муниципальном районе Московской области. Входит в состав Дмитровского сельского поселения. Население — 35 чел. (2010).

## Расположение
Деревня Тельма расположена в южной части Шатурского района, расстояние до МКАД порядка 163 км. Высота над уровнем моря 127 м.

## Название
В письменных источниках деревня упоминается как Телема или Тельма.
Название, вероятно, оставлено древним населением местности, говорившем на одном из финно-угорских языков (напр. раннее мордовское телим — «зимница»).

## История
Впервые упоминается в писцовых книгах Владимирского уезда XVII века как деревня Телема большая Зачисморской кромины волости Муромского Сельца Владимирского уезда. Деревня принадлежала Фёдору Степановичу Обольянинову.
Последним владельцем деревни перед отменой крепостного права был князь Николай Борисович Юсупов.
После отмены крепостного права деревня вошла в состав Лекинской волости.
В советское время деревня входила в Тельминский сельсовет.

## Население
| 1858 | 1859 | 1868 | 1885 | 1905 | 1970 |
| ---- | ---- | ---- | ---- | ---- | ---- |
| 316  | →316 | ↗330 | ↗429 | ↗480 | ↘171 |
| 1993 | 2002 | 2006 | 2010 |      |      |
| ↘77  | ↘48  | ↗54  | ↘35  |      |      |

## Галерея
- Дорожный указатель на деревню
- Сельский клуб
- Памятник в деревне
- Магазин